# Видавнича марка
Видавнича марка — фірмовий знак видавництва чи друкарні (приватних чи державних), спеціалізованих на створенні книг та періодичних видань тощо.

## Історія

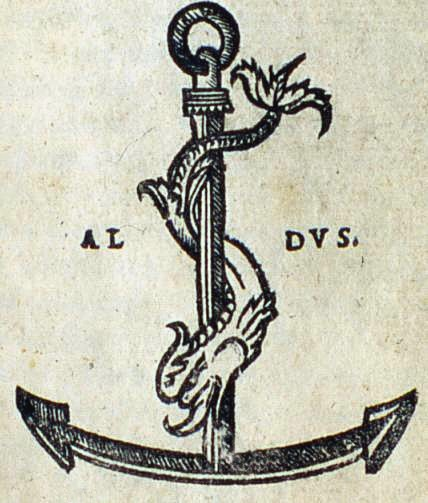
Марка (фірмовий знак) видавництва Альда Мануція, Венеція, злам XV—XVI ст.

Розвиток друкарської справи в різних країнах сприяв як появі друкарень, так і видавничих марок. Ними почали позначати власну продукцію. Володар друкарні в місті Венеція Альдо Мануцій обрав своїм торгівельним знаком дельфіна та якір. В основі знака покладено старовинний парадокс «Поспішай повільно» (латиною Festina lente). Дельфін був ознакою швидкості та спритності, якір уособлював надійність, стабільність. До того ж обидва символи друкаря відсилали до образу портової Венеції, столиці Адріатики.
Книги первісного етапу друкарської справи мали помітну матеріальну вартість, тому задля запобігання крадіжкам книги почали закріпляти металевими ланцюгами до поличок. Іншим засобом захисту став знак володаря — клаптик паперу з позначкою імені та прізвища володаря, його герба, девіза тощо. Так виник екслібрис. До створення екслібрисів і торгівельних марок залучили найкращих художників доби. Але видавництва чи друкарні виникали не щороку, тоді як потреба в екслібрисах лише збільшувалась. Створення видавничих марок логічно уповільнилось, тоді як створення екслібрисів пришвидшилось. Популярність друкованої графіки, більш доступної всім охочим, ніж коштовний живопис, перевело екслібрис в улюбленців графіки та жаданих речей для колекціонерів. Лише обмежене коло колекціонерів та бібліофілів зналося на історії друкарських марок.
На початку XX ст. до вивчення видавничих марок доклав зусиль Ларіонов.

### В Російській імперії
Піднесення друкарської справи в Російській імперії припало на другу половину 19 ст. і було відображенням загального піднесення друкарської справи у світі, що вступив у капіталістичну формацію. Виникає низка друкарських компаній, котрі для солідності потребують видавничих марок. Капіталізм російського варіанта був тісно пов'язаний з неподоланими наслідками феодалізму. Тому спирався на культурні здобутки попередніх стилів — рококо, класицизму, російського варіанту ампіру тощо.
В російські екслібриси і в друкарські, видавничі марки перенесли квіти і вінці, ліри, орлів, Аполлона, кентаврів, аргонавтів, узагальнені античні фігури та фігури жінок-алегорій, запозичених з арсеналу попередніх стилів. Було помічено, чим стабільнішим і фінансово успішнішим було видавництво, тим стриманішим був його торгівельний знак. Так, видавництво М. О. Вольф мало на власній марці ініціали, смолоскип та книгу, а видавництво Смирдіна задовольнилось лаконічною маркою з монограмою у подвоєному колі.
Навпаки, малі й друкарні середнього бізнесу тяжіли до пишності, до складних сюжетів, емблем в пишних рамах тощо.
Помітно виділялись якістю видавничі марки майстрів товариства «Світ мистецтва», де взагалі добре розумілися на друкованій графіці й де був власний культ малюнка. Коли розпочалась видавнича діяльність товариства, видавничу марку для нього створив Леон Бакст (1866—1924) з використанням фігури орла. В листі до Олександра Бенуа він в дусі пишної риторики так подав програму видавничої марки товариства:
| «Світ мистецтва» вище всього земного, літає біля зірок гордовито, таємниче і самотньо, як орел над сніговою верхівкою [2]... |

Видавнича марка Маврикія Осиповича Вольфа (1825-1883). Друга половина 19 ст.
Видавнича марка товариства Маврикія Осиповича Вольфа в стилі сецесія, кінець 19 ст. (?)
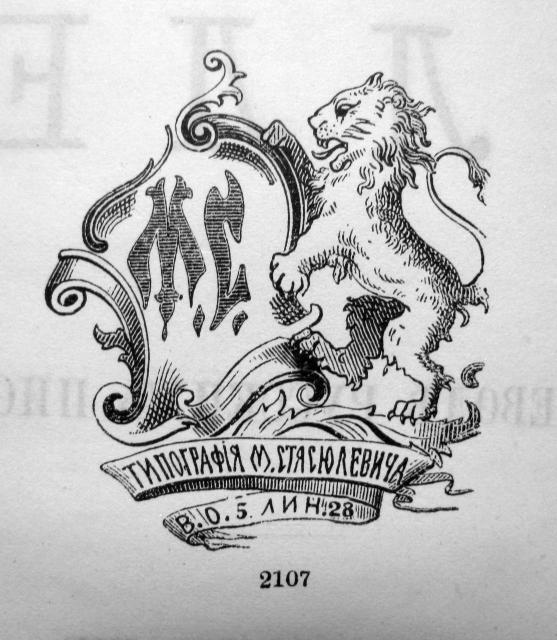
Друкарня М. Стасюлевича, Санкт-Петербург, 1893 р.
Видавнича марка Нового журналу іноземної літератури в стилі сецесія, Санкт-Петербург, 1902 р.

## Тематика видавничих марок

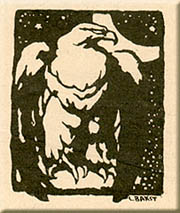
Леон Бакст, видавнича марка товариства «Світ мистецтва», 1899 р.

Видавничі марки наче наближені до екслібриса, але мають і власну специфіку, бо у них різна мета призначення. Теми, що розробляли в друкарських марках, можна було зустріти й в екслібрисах — герби, ініціали, зображення архітектурних споруд, окремі скульптури, котрі давно отримали значення символів, алегорії тощо. Але звернення до створення екслібрисів надзвичайно широкого кола художників обумовило більшу тематичну гаму, ніж така була в видавничій марці. Остання тяжіла до лаконічного знаку і кращі серед них саме знакові і лаконічні (марки видавництв «Пігмаліон», «Petropolis», «Academia»), тоді як розмаїття тем і технік виконання екслібрисів було обмежене лише кордонами обдарованості автора.

## Піднесення в період 1917—1927 рр.
Головні тенденції подальшого розвитку видавничих марок за інерцією продовжились і в період 1917—1927 рр. Низка авторів працює за інерцією і використовує ту ж тематику. Зміни прийшли із запровадженням політики НЕПу, коли більшовицький уряд ненадовго дозволив капіталістичні елементи в економіці для необтяжливого для уряду відновлення економіки при жорсткому контролі за всіма процесами непрофесіоналами, що прийшли до влади.
Дозвіл на приватну ініціативу викликав появу надзвичайної кількості видавництв і друкарень як в столичних містах, так і в провінціях. Власні видавництва заснували різні наукові або літературні товариства, офіційні заклади більшовицької влади, нові друкарні засновували ревкоми на місцях, заснували національні видавництва в Грузії, в Україні, в Туркестані. В Україні в цей період діяло 57 національних видавництв, в місті Казань — 17, в одному Петербурзі — 163.
Зрозуміло, що ніхто не піклувався про піднесення видавничих марок чи екслібрисів офіційно, цілеспрямовано. Перш за все треба було отримати дозвіл на видавничу діяльність. В країні вже розпочали репресії й згодом їх використають і для видавництв, і для художників, і для друкарів, а найбільш фінансово успішні приватні видавництва ліквідують, а друкарні переведуть під чавунну руку більшовицької влади (так було з видавництвом «Academia» та іншими).
Новозасновані видавництва поспішали заявити про себе на ринку. Не всі вони замовляли видавничу марку. Але були й такі, що мали, навпаки, декілька видавничих марок (видавництво «Колос» мало вісім марок роботи різних художників). Стилістичний хаос, притаманний цьому періоду, сприяв появі та використанню як традиційних тем і образів, так і новітніх, з революційною жагою швидкої заміни всього старого (старорежимного) на нове і небачене (Військово-редакційна рада Туркестанського фронту, наприклад, використала зображення вояка в будьонівці із зіркою). Сергій Чехонін для видавництва «Время» використав алегоричну фігуру бога часу Хроноса. Помірно авангардною була видавнича марка Петербурзької академії мистецтв (її автор — Шиллінговський Павло Олександрович). Абсолютно авангардною і абстрактною була марка видавництва «Круг», котру створив Аннєнков Юрій Павлович.
Вже на другу половину 1920-х років припала ліквідація низки відомчих та приватних видавництв і піднесенню прийшов кінець.
Доволі вузьким було і коло тих істориків, що усвідомили значимість такого графічного явища, як видавнича марка, для історії графіки. Серед тих, хто вивчав цю проблему був і Фортинський С. П.

## Обрані видавничі марки

Видавництво Михайла Пирожкова, Санкт-Петенрбург, 1908 р., видавнича марка
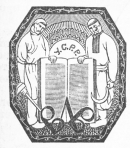
Друкарська марка Харківського державного видавництва, 1921 р.
Видавництво Н. Бутковської, Санкт-Петербург, 1912 р., друкарська марка
Видавництво товариства Маркса , С-Петербург, 1910 р. видавнича марк